# Enquête de politique mondiale avec la race Yamato comme noyau
L'enquête de politique mondiale avec la race Yamato comme noyau (大和民族を中核とする世界政策の検討,, Yamato Minzoku o Chūkaku to suru Sekai Seisaku no Kentō), est un rapport secret du gouvernement japonais produit par le « Centre de recherche des problèmes de population » du ministère de la Santé et du Bien-être et achevé le 1er juillet 1943.

## Présentation
Le document, composé de six volumes pour 3 127 pages, traite de théories raciales en général et de la raison d'être des politiques adoptées par le Japon en temps de guerre envers les autres races, tout en offrant une vision de l'Asie sous contrôle japonais. 
Rédigé dans un style académique, le document passe en revue la philosophie occidentale sur les questions de race des écrits de Platon et Aristote aux savants modernes allemands tels que Karl Haushofer. Une liaison entre le racisme, le nationalisme et l'impérialisme est également revendiquée avec la conclusion, inspirée de sources britanniques et allemandes, que l'expansionnisme à l'étranger est essentiel non seulement pour la sécurité militaire et économique, mais aussi pour préserver la conscience raciale. Des inquiétudes relatives à l'assimilation culturelle des deuxième et troisième générations d'immigrés dans les cultures étrangères sont également exprimées.

## Découverte
Classé, le document est tiré à seulement une centaine d'exemplaires, a peu d'effet sur la guerre et est oublié jusqu'en 1981 quand des parties en sont découvertes dans une librairie d'occasion au Japon et par la suite diffusées pour servir comme matériau de base pour un chapitre de l'ouvrage War Without Mercy: Race and Power in the Pacific War de l'historien John W. Dower. En 1982, le Ministère de la Santé réimprime la version en 6 volume avec deux autres volumes intitulés L'influence de la guerre sur la population  comme ouvrage de référence pour les historiens.

## Impact
Bien que la propagande japonaise destinée à l'étranger mette l'accent sur les thèmes pan-asiatiques et anti-coloniaux, la propagande intérieure tient toujours pour acquise la supériorité des Japonais sur les autres Asiatiques. Toutefois, le Japon n'a pas de théorie raciale générale pour l'Asie avant les années 1930. À la suite de l'invasion japonaise de la Chine, les planificateurs militaires décident qu'ils doivent éveiller la conscience raciale des Japonais afin de prévenir l'assimilation potentielle des colons japonais d'outre-mer.
Comme le document est rédigé par le ministère de la Santé et du bien-être et non par les autorités militaires ou de politique étrangère, on ne sait pas quel type d'impact politique il aurait eu.

## Thèmes

### Colonisation et espace vital
Certaines déclarations contenues dans le document coïncident avec le concept alors publiquement promu de la sphère de coprospérité de la Grande Asie orientale. Toutefois, une grande partie du texte emprunte beaucoup aux théories raciales, politiques et économiques nazi, y compris la mention du « problème juif » et l'inclusion de caricatures politiques anti-juives bien que l'empire du Japon ait une minorité juive plutôt négligeable et largement ignorée. Le terme Blut und Boden est fréquemment utilisé, mais le plus souvent entre guillemets, comme pour indiquer son origine étrangère.
Les auteurs rationalisent la colonisation japonaise de la plupart de l'hémisphère est, y compris la Nouvelle-Zélande et l'Australie, avec des projections de populations pour les années 1950 comme « sécurisation de l'espace de vie de la race Yamato », écho très clair du concept nazi de Lebensraum.

### Suprématie raciale
Cependant, le document s'éloigne de l'idéologie nazi par son recours au confucianisme et de la métaphore de la famille patriarcale. Cette métaphore, avec les Asiatiques non japonais servant d'enfants des Japonais, rationalise l'« inégalité équitable » de la domination politique, économique et culturelle japonaise. Tout comme une famille dispense harmonie et réciprocité mais avec une hiérarchie claire, les Japonais, comme peuple supposé racialement supérieur, sont destinés à diriger « éternellement » l'Asie en tant que chef de la famille des nations de l'Asie. Le terme « endroit approprié » est utilisé fréquemment dans le document.
Le document laisse ouverte la question de savoir si le Japon est finalement destiné à devenir à terme le chef de la famille mondiale des nations.

### Jinshu et Minzoku
Le document établit une distinction explicite entre jinshu et race  et 民族 (minzoku) ou peuple, décrivant le minzoku comme « une communauté naturelle et spirituelle liée par un destin commun ». Cependant, les auteurs continuent en affirmant que le sang importe. Ils approuvent le souci de Hitler de trouver la « germanité » de son peuple et font des appels explicites, approchant parfois les attitudes nazies, à des améliorations eugéniques, appelant la profession médicale à ne pas se concentrer sur les malades et les faibles et pour une formation mentale et physique et des mariages sélectifs pour améliorer la population.

## Source de la traduction
- (en) Cet article est partiellement ou en totalité issu de l’article de Wikipédia en anglais intitulé « An Investigation of Global Policy with the Yamato Race as Nucleus » (voir la liste des auteurs).